# Pavel Hapal
Pavel Hapal (nascut el 27 de juliol de 1969 a Kroměříž) és un futbolista i un entrenador txecoslovac i, posteriorment, txec.
Va iniciar-se al SK Sigma Olomouc del seu país natal. Jugant amb el conjunt txec va disputar una eliminatòria de competició UEFA contra el Bayer Leverkusen, i tot i ser eliminats, Hapal va cridar l'atenció dels alemanys, que el van fitxar. Com a curiositat, amb els diners del traspàs, el Sigma va posar il·luminació al seu estadi.
A Leverkusen va guanyar la Copa de 1993. Després va marxar a la lliga espanyola, a les files del CD Tenerife, on va quatllar un bon paper.
A nivell internacional, va jugar tant amb la selecció txecoslovaca com amb la txeca. En total, té al seu haver 31 internacionalitats i un gol.
Com a entrenador, ha dirigit al FC Baník Ostrava i al FK Mladá Boleslav del seu país, i al FC Nitra de la lliga eslovaca.